# Teatro Municipale di San Paolo
Il Teatro Municipale di San Paolo (Teatro Municipal de São Paulo in portoghese, tradizionalmente scritto Theatro Municipal) è un teatro dell'opera di São Paulo, in Brasile. Ospita anche due orchestre, due cori e un corpo di ballo.

## Storia

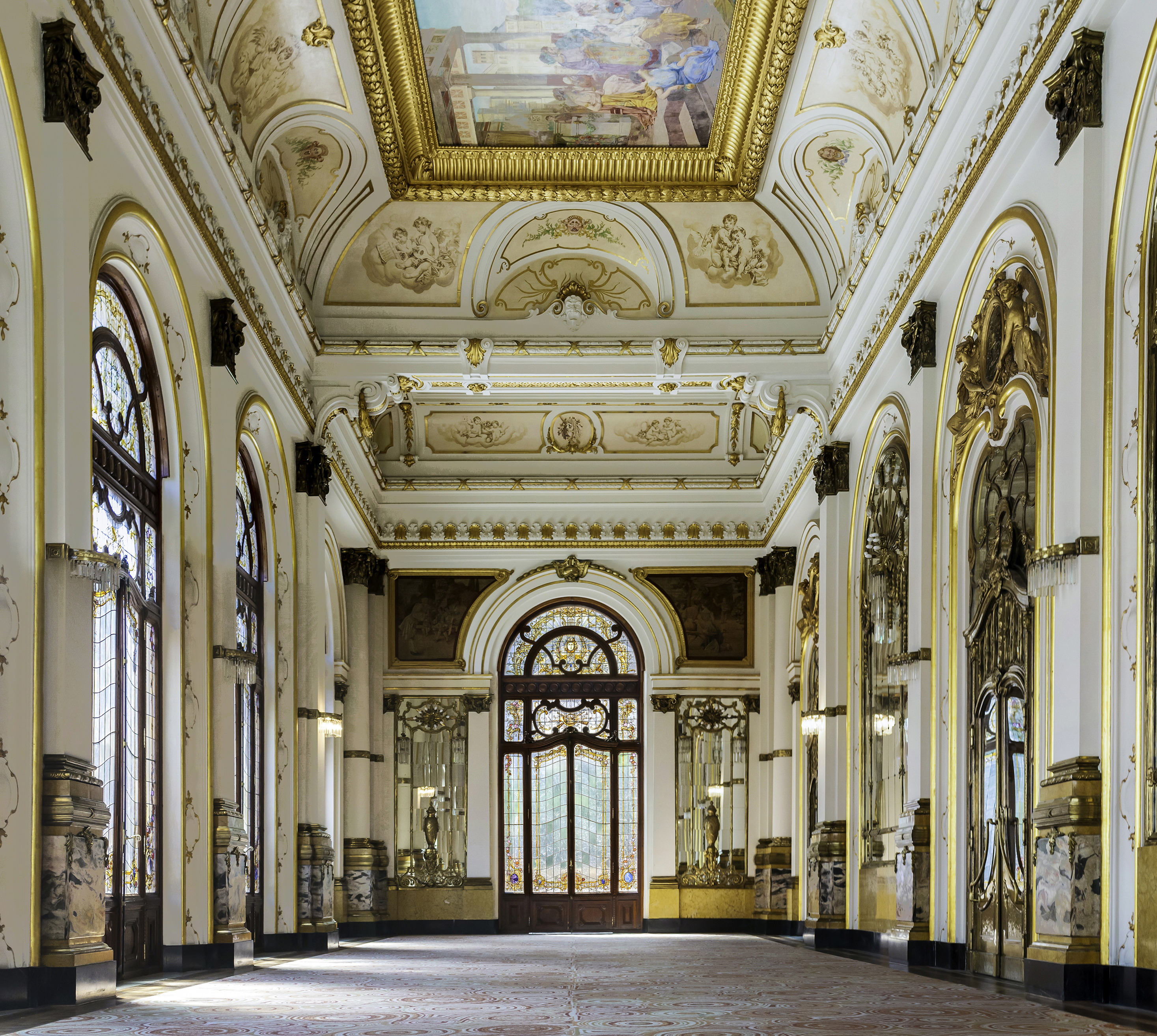
Foyer del teatro

La passione per la musica classica era stata introdotta in Brasile per influenza della Corte, particolarmente durante il regno di Dom Pedro II e di sua moglie Teresa Cristina di Borbone-Due Sicilie.
L'élite paulista dell'epoca voleva che la città fosse all'altezza dei maggiori centri culturali del tempo nel promuovere l'opera lirica e la musica sinfonica. Così nel 1898 il municipio incaricò del progetto l'architetto Ramos de Azevedo che si avvalse della collaborazione degli architetti italiani Claudio Rossi e Domiziano Rossi.
L'edificio fu terminato nel 1911. Era in stile eclettico ispirato all'Opera di Parigi ed illuminato elettricamente anche all'esterno, cosa che destò curiosità e stupore negli abitanti. La prima stagione fu affidata alla compagnia del baritono italiano Titta Ruffo e la prima opera rappresentata fu Il Guarany di Antônio Carlos Gomes.
Nel primo decennio si eseguirono soprattutto opere italiane, francesi, brasiliane, tedesche e russe.

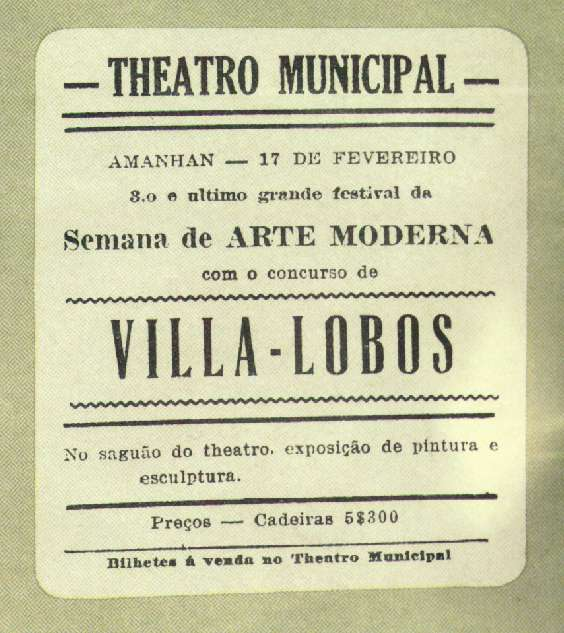
Locandina dell'ultimo giorno della Semana de Arte Moderna

L'avvenimento più importante che ebbe luogo nel teatro fu la "Settimana di arte moderna" che si tenne dall'11 al 18 febbraio 1922, evento perno del Modernismo brasiliano, che comprese una mostra di arte modernista e tre serate di musica, poesia e letture di autori modernisti brasiliani e stranieri. Fra gli artisti partecipanti ci furono Mário de Andrade, Oswald de Andrade, Anita Malfatti, Guilherme de Almeida, Menotti Del Picchia, Emiliano Di Cavalcanti, Victor Brecheret, Heitor Villa-Lobos.
Nei decenni successivi il teatro ospitò altri artisti moderni come le ballerine Anna Pavlova e Isadora Duncan.
Nel 1939 Fidelio Finzi divenne il primo direttore del coro stabile.
Nel 1955 il teatro fu ristrutturato in occasione del quadricentenario della città di São Paulo.